# Kleiner Krieg
Als kleinen Krieg (auch Kleinkrieg oder auch Parteigängerkrieg, frz. petite guerre, russ. малая / маленькая война) bezeichnet man in der früheren Neuzeit sowie im 19. Jahrhundert die spezifischen (Kampf)handlungen der leichten Truppen (Jäger/Leichte Infanterie, Leichte Kavallerie). Der „kleine Krieg“ umfasste: 
- den Sicherheitskrieg (Feldwachen, Kordone, Defensivposten, Patrouillen, Avantgarde, Arriergarde)
- die Aufrechterhaltung der Nachrichtenverbindungen zwischen den Armeeteilen (Stafetten, Kuriere)
- den Recognoszierungskrieg (Aufklärungsdienst)
- die Schutzgefechte (Schutz von Transporten, Magazinen und Depots; Bewachung der Fouragierungen und des Baus; Überfälle auf feindliche Transporte, Magazine, Depots) sowie Eskortierung der Kriegsgefangenen
- den Vorpostenkrieg bzw. den Detachementenkrieg (Verteidigung einzelner Objekte wie Brücken, Dämme, Furten usw.; Überfälle, Verstecke und Hinterhalte)

## Kleinkrieg und „großer Krieg“
Die Aufgaben des kleinen Krieges löste man durch den Einsatz von speziell ausgebildeten regulären (Husaren, Jäger) und irregulären (z. B. Freikorps) Truppen. Die irregulären Truppen wurden bevorzugt in den Regionen rekrutiert, deren Bewohner im Ruf standen, notwendige kriegerische Qualitäten und Zähigkeit zu besitzen (Kosaken, Kalmyken in Russland, „Kroaten“ (Grenzer) in Österreich, Zuaven aus Algerien in Frankreich). Im Gegensatz zum „großen Krieg“, der durch die größere Truppenmassen (Armeen, Korps) geführt wurde, kamen im kleinen Krieg in der Regel zahlenmäßig geringe Einheiten zum Einsatz. Ihre Leistung galt als ein Hilfsbeitrag zur Sicherstellung der Kampfkraft der Armeen im „großen“ Krieg. 
Die Kampfhandlungen im kleinen Krieg unterschieden sich von den Schlachten und Gefechten des „großen Krieges“ durch ein hohes Maß an Spontanität. Die typischen Gefechtsformen waren zum einen der Überfall in der Offensive und zum anderen in der Defensive ein spontanes kurzes Verteidigungsgefecht, das in der Regel nur dann aufgenommen wurde, wenn die Fluchtwege vom Feind abgeschnitten wurden. Da die leichten Truppen oft tief im feindlichen Hinterland agierten, erwartete man sowohl von Soldaten, als auch von Offizieren im kleinen Krieg besondere individuelle Eigenschaften wie schnelle Reaktion, Geistesgegenwart, Ausdauer, Flexibilität und selbständiges Handeln.
Als Helden des Kleinkrieges taten sich während des Siebenjährigen Krieges u. a. Zieten (Preußen), Hadik und Laudon (Österreich), Tottleben, Berg und Kosakenoberst Krasnoschtschekow (Russland) hervor. Der hessische Feldjägerhauptmann und spätere General Johann von Ewald verarbeitete in seinem Band Über den kleinen Krieg als einer der ersten die Erfahrungen in der Gefechtsführung außerhalb der Gefechtsführung der Linieninfanterie im Amerikanischen Unabhängigkeitskrieg.

## Kleinkrieg und Guerilla
Die Kampfweise der leichten Truppen im kleinen Krieg wies viele Gemeinsamkeiten mit der Guerilla-Taktik auf. Auch das Wort „Guerilla“ wird als „der kleine Krieg“ übersetzt. Trotzdem sind beide Begriffe nicht identisch. 
- Den „kleinen Krieg“ verstand man in der Neuzeit als Bestandteil des „großen Krieges“. Der kleine Krieg begann und endete mit dem großen Krieg. Ein sich verselbständigender Kleinkrieg war für die Militärtheoretiker jener Zeit nicht vorstellbar. „Bei den Truppen des kleinen Krieges ist […] alles taktisch, nichts strategisch. Sie sind nur um des Ganzen willens da; wo das Ganze zu seyn aufhört, endet auch ihr Dasein. Ein großer Krieg ohne kleinen ist denkbar, ein kleiner ohne großen niemals“, schreibt Karl von Decker, Verfasser des Buches „Der kleine Krieg im Geiste der neueren Kriegsführung“ (Berlin 1826).
- Der Begriff „kleiner Krieg“ bezog sich ausschließlich auf die Kampfhandlungen des Militärs. Die Teilnahme der Zivilisten an den kriegerischen Auseinandersetzungen galt in der Vorstellung der Früheren Neuzeit, des Zeitalters der Berufsarmeen, als rechtswidrig (Banditentum). Als sie, die Teilnahme von Zivilisten, während der Napoleonischen Kriege Anfang des 19. Jahrhunderts zu einem weit verbreiteten Phänomen wurde, entstanden neue Begriffe zu seiner Bezeichnung: „der Volkskrieg“ und der „Guerilla-Krieg“. Im Sprachgebrauch dieser Zeit war es üblich, z. B. über den Volkskrieg oder den Guerilla-Krieg der griechischen Bevölkerung im Osmanischen Reich zu sprechen, jedoch niemals vom Guerilla-Krieg der Husaren. Die Husaren hatten einen „Kleinkrieg“ zu führen.

## Kleinkrieg: Beispiele während des Siebenjährigen Krieges
Beispiele für erfolgreiche Operationen waren:
- der Berliner Husarenstreich 1757
- die Zerschlagung des preußischen Waffentransports durch den Überfall bei Domstadtl (1758) durch die österreichischen Generäle Laudon und Siskowitz
- das Abfangen des preußischen Waffentransports durch die russischen Husaren unter Tekeli während der Belagerung von Kolberg 1761
- die Vernichtung der russischen Magazine in Westpolen durch ein preußisches Detachement unter Platen ebenfalls 1761

Wie diese Beispiele zeigen, konnten die erfolgreichen Operationen des Kleinkrieges in einigen Fällen den Kriegsverlauf wesentlich beeinflussen. So war Friedrich II., nachdem er seinen gesamten Nachschub bei Domstadtl verloren hatte, gezwungen, die Belagerung von Olmütz aufzugeben und Mähren zu räumen.

### Ältere Darstellungen
- General Graf von Bismark: Felddienst=Instruction für Schützen und Reuter, in C.F.Müllers Hofbuchhandlung, Karlsruhe 1821.
- Heinrich von Brandt: Der kleine Krieg in seinen verschiedenen Beziehungen, Verlag von Friedrich August Herbig, Berlin 1850
- Colonel C. E. Callwell: Small Wars. Their Principles & Practice. Third Edition. Introduction by the Bison Books Edition by Douglas Porch, Lincoln/London 1996 (Reprint der 3. Ausgabe von 1906).
- C(arl) Decker: Ansichten über die Kriegführung im Geiste der Zeit. Nach dem Französischen des Rogniat und nach Vorlesungen welche im Winter 1816/17 den Offizieren des Generalstabes in Berlin gehalten worden sind bearbeitet, Ernst Siegfried Mittler, Berlin 1817. Digitalisat der Ausgabe von 1828 unter dem Titel Der kleine Krieg im Geiste der neueren Kriegführung. Oder: Abhandlung über die Verwendung und den Gebrauch aller drei Waffen im kleinen Kriege (Digitalisat)
- Johann von Ewald: Abhandlung über den kleinen Krieg, 1785
- Oberstlieutenant Franz von Erlach: Die Freiheitskriege kleiner Völker gegen große Heere, Haller´sche Verlagsbuchhandlung, Bern 1867
- Thomas Auguste le Roy de Grandmaison: La petite querre, ou traite du service des troupes legeres en campagne, o. O., Erscheinungsjahr 1756

### Darstellungen des 20. und 21. Jahrhunderts
- Arthur Ehrhardt: Kleinkrieg: Geschichtliche Erfahrungen und künftige Möglichkeiten, Voggenreiter-Verlag, 3. Aufl. Potsdam 1944 (Erstausgabe 1935)
- Werner Hahlweg: Typologie des modernen Kleinkrieges (= Institut für Europäische Geschichte, Vorträge 46). F. Steiner, Wiesbaden 1967.
- Siegfried Fiedler: Taktik und Strategie der Kabinettskriege 1650-1792. Bechtermünz, Augsburg 2002, ISBN 3-8289-0521-8
- Charles D. Melson (Hg.): Kleinkrieg. The German experience with guerrilla warfare, from Clausewitz to Hitler, Havertown, PA (Casemate) 2016. ISBN 9781612003566
- Martin Rink: Vom „Partheygänger“ zum Partisanen. Die Konzeption des kleinen Krieges in Preußen 1740–1813 (= Europäische Hochschulschriften / 3). Peter Lang, Frankfurt/M., Berlin 1999, ISBN 3-631-35109-7.
- Martin Rink: Kleiner Krieg - Guerilla - Razzia: Die Kriege des französischen "Imperiums" 1808 bis 1848, in: Tanja Bührer/Christian Stachelbeck/Dierk Walter (Hg.): Imperialkriege von 1500 bis heute. Strukturen, Akteure, Lernprozesse, Paderborn u. a. 2011, S. 383–400. ISBN 978-3-506-77337-1
- Martin Rink: Kleiner Krieg. In: Enzyklopädie der Neuzeit. Hrsg. von Friedrich Jaeger im Auftrag des Kulturwissenschaftlichen Instituts (Essen), Bd. 6, Stuttgart, Weimar 2008, Sp. 777.
- Sandrine Picaud-Monnerat, La petite guerre au XVIIIe siècle, Paris, éditions Economica, 2010. ISBN 978-271785829-7
- Auguste Ségur-Cabanac: Kleinkrieg. Kampf ohne Fronten, Wien 1970
- Michael D. Gambone: Small wars. Low-intensity threats and the American response since Vietnam, Knoxville, TN (University of Tennessee Press) 2012. ISBN 978-1-572-33914-9
- Edwin Herbert: Small wars and skirmishes 1902-18. Early twentieth-century colonial campaigns in Africa, Asia, and the Americas, Nottingham (Foundry Books) 2003. ISBN 1-901543-05-6
- Beatrice Heuser (Hg.): Small wars and insurgencies in theory and practice, 1500-1850, London/New York 2016. ISBN 978-1-138-94167-0
- Dieter Farwick: Kleinkriege, die unterschätzte Kriegsform. Warum die Zukunft von Kriegen den Guerillas, Partisanen und Hackern gehört, Bad Schussenried (Gerhard Hess Verlag) o. J. (2016). ISBN 3-87336-586-3. ISBN 978-3-87336-586-5